# Dialecto surtirolés
El dialecto surtirolés (en alemán Südtirolerisch o Südtirolisch, en el dialecto local Südtiroulerisch o Sîdtiroul(er)isch) es un dialecto del alemán que se habla en el Tirol del Sur (Italia). Forma parte de los llamados dialectos austro-bávaros y tiene muchas características en común con el alemán de Austria.

## Características

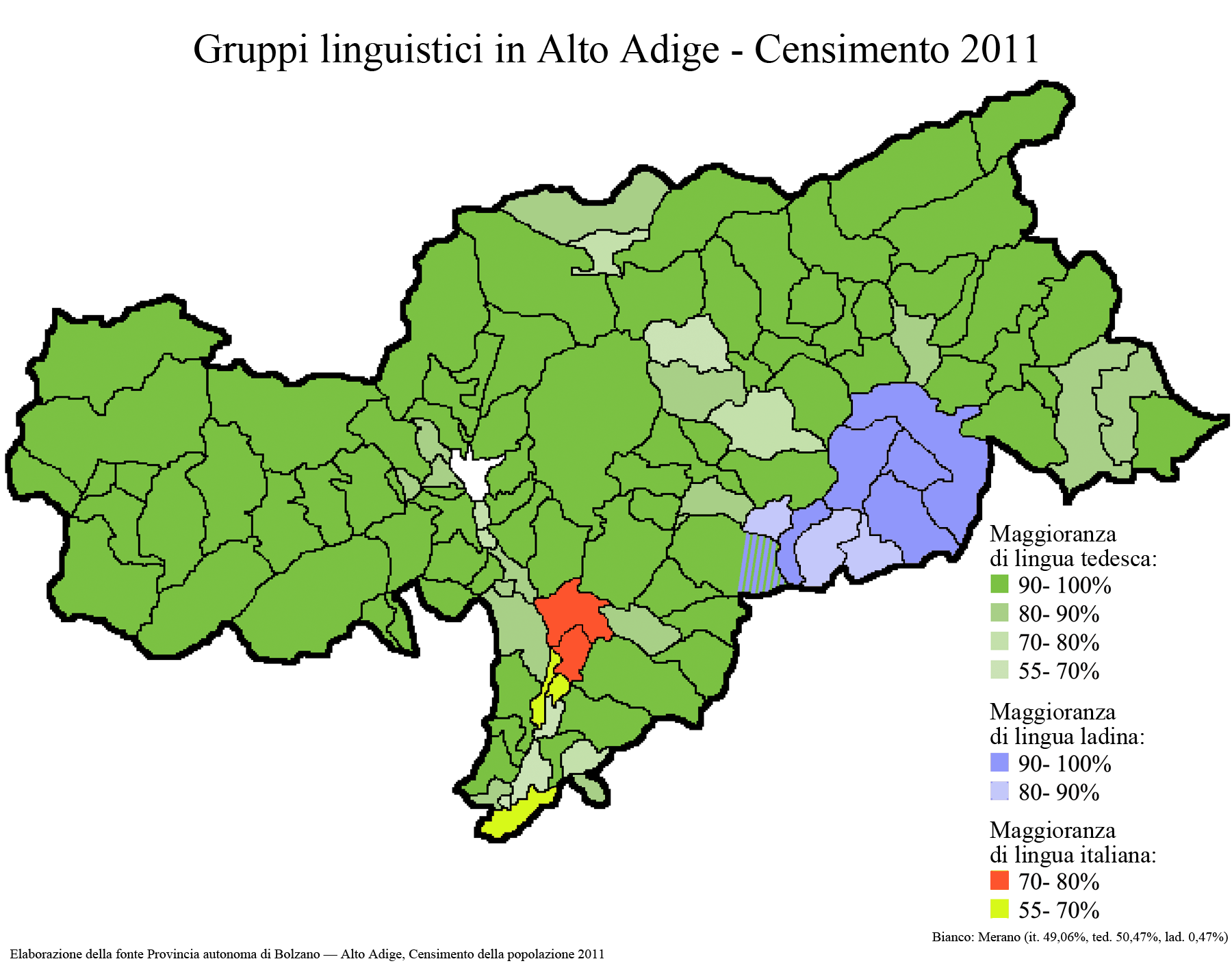
Mayoría de hablantes de alemán
Mayoría de hablantes de italiano
Mayoría de hablantes de ladino

El 69,15 % de los habitantes de la provincia de Bolzano son hablantes nativos de alemán. En la vida privada y pública predomina el uso del dialecto surtirolés, mientras que el alemán estándar en su variedad austríaca sigue siendo el idioma que se enseña en la escuela y el que se utiliza en la comunicación escrita y en los ámbitos oficiales. Por lo tanto, se da una situación de diglosia.
Desde un punto de vista lingüístico, el dialecto surtirolés es homogéneo con el nortirolés, y se puede clasificar como bávaro meridional. En este sentido, sería mucho más correcto hablar de un único dialecto tirolés, hablado a ambos lados del paso del Brennero.
No obstante, el habla surtirolesa presenta varios rasgos diferenciadores, particularmente por influencia del italiano. Con el tiempo se ha enriquecido con palabras del italiano, muchas de ellas ausentes en el alemán estándar y el austriaco.

## Dialecto y bilingüismo
El dialecto sudtirolés es muy diferente del alemán estándar. Así el tirolés "Wås isch des?" (en español "¿Qué es esto?") corresponde al alemán "Was ist denn das?", siendo una posible respuesta "I woas nett" (en español "No lo sé"), en alemán "Ich weiß es nicht". Además, existen distintas variedades lingüísticas en las diferentes microrregiones de la provincia; así, por ejemplo, el dialecto del Val Pusteria difiere sensiblemente del dialecto del Val Venosta. De hecho, las isoglosas de las hablas tirolesas siguen una dirección norte-sur, por lo que el dialecto del Val Pusteria se asemeja más al dialecto del Valle del Inn y el dialecto del Val Venosta a las hablas del distrito de Landeck, en Austria. Las hablas más conservadoras se encuentran en los valles laterales, como por ejemplo en Valle Aurina, Val d'Ultimo o Val Sarentina, mientras que en los centros urbanos se tiende a la homogeneización con el alemán estándar.
En cualquier caso, los diferentes dialectos del Tirol, así como la mayoría de los dialectos austro-bávaros, son mutuamente inteligibles y sus hablantes pueden comunicarse entre sí hablando cada uno su dialecto respectivo.
El uso predominante de la variedad vernácula implica que la población de habla italiana, que solo ha estudiado en la escuela el alemán estándar como segunda lengua, a menudo se encuentre con considerables dificultades para comunicarse con sus compatriotas germanófonos, los cuales en las relaciones sociales utilizan habitualmente el dialecto y no el alemán estándar (percibido como "culto" y distante de la vida cotidiana). En cambio, en el caso de los germanófonos no se da el fenómeno opuesto, ya que los surtiroleses italófonos, muchos de ellos provenientes de otras regiones, en la vida cotidiana utilizan el italiano estándar, que se enseña como segunda lengua en las escuelas de lengua alemana.

## Dialecto y literatura
Varios autores surtiroleses en lengua alemana, como Norbert Conrad Kaser y Joseph Zoderer, han utilizado el dialecto surtirolés en lugar del alemán estándar en algunas de sus obras, generalmente textos líricos.

## Palabras de origen italiano
| Surtirolés                  | Alemán estándar                                            | Italiano           | Español                      |
| --------------------------- | ---------------------------------------------------------- | ------------------ | ---------------------------- |
| magari                      | vielleicht                                                 | magari             | quizá                        |
| secco                       | echt?                                                      | vero?              | ¿sí? ¿verdad?                |
| Fraktion                    | Ortsteil                                                   | frazione comunale  | fracción comunal             |
| Kondominium                 | Mehrfamilienhaus, Appartments                              | condominio         | apartamento                  |
| Identitätskarte             | Personalausweis                                            | carta d'identità   | DNI                          |
| Aranciata                   | Orangeade                                                  | aranciata          | naranjada                    |
| Spremuta                    | Frischgepresster Fruchtsaft                                | spremuta           | zumo exprimido               |
| Amaro                       | Schnaps                                                    | amaro              | aguardiente                  |
| Kono                        | Eiswaffel                                                  | cono               | cucurucho, cono              |
| Tschelato                   | Eis                                                        | gelato             | helado                       |
| Corriera                    | Omnibus                                                    | corriera           | autobús                      |
| Melanzane(/i)               | Aubergine (Alemania, Suiza) / Melanzani (Austria)          | melanzana          | berenjena                    |
| Zukkini                     | Gartenkürbis, Zucchini                                     | zucchina           | calabacín                    |
| Peperoni (alemán suizo)     | Paprika, Pfefferoni                                        | peperone           | pimiento                     |
| Kozze                       | Miesmuscheln                                               | cozza              | mejillón                     |
| Gamberetti                  | Garnele                                                    | gamberetto         | gamba                        |
| Pasta                       | Nudeln                                                     | pasta              | pasta                        |
| Panino                      | Brötchen, Semmel (Austria)                                 | panino             | panecillo                    |
| Sugo                        | Tomatensauce, Sugo (Austria)                               | sugo               | salsa de tomate              |
| Koperto (en un restaurante) | Tischgedeck                                                | coperto            | cubierto                     |
| Targa                       | Nummernschild, Autokennzeichen, Nummerntafel (Austria)     | targa              | matrícula automovilística    |
| Furgone                     | Lieferwagen, Lastwagen                                     | furgone            | furgón                       |
| Kammion                     | LKW                                                        | camion             | camión                       |
| Motorino                    | Mofa, Moped                                                | motorino / scooter | moto                         |
| Kollaudo                    | Abnahme                                                    | collaudo           | examen, prueba               |
| Revision (alemán suizo)     | TÜV, Pickerl (Austria)                                     | revisione          | ITV (revisión del automóvil) |
| Miscela                     | Benzingemisch                                              | miscela            | mezcla de gasolina           |
| Multa                       | Geldstrafe, Strafe, Strafbescheid, Strafmandat (Austria)   | multa              | multa                        |
| Verbale                     | Protokoll                                                  | verbale            | acta                         |
| Patent                      | Führerschein                                               | patente            | carnet de conducir           |
| Fogliorosa                  | provisorische Fahrerlaubnis, rotes Nummerntaferl (Austria) | foglio rosa        | carnet provisional           |
| Skwillo/Squillo             | Telefonanruf                                               | squillo            | sonido del teléfono          |
| Linie                       | Telefonleitung                                             | línea telefonica   | línea telefónica             |
| Messatscho                  | Kurzmitteilung, SMS                                        | messaggio          | mensaje                      |
| Lunapark                    | Vergnügungspark, Lunapark (Austria, Suiza)                 | luna park          | parque de atracciones        |
| Hydrauliker                 | Installateur, Klempner (Alemania)                          | idraulico          | fontanero                    |
| Skontrino                   | Kassenzettel/Quittung, Kassabeleg (Austria)                | scontrino          | ticket, factura, recibo      |
| Skonto                      | Rabatt                                                     | sconto             | descuento, rebaja            |
| Bustapaga                   | Lohntüte, Gehaltssackerl (Austria)                         | busta paga         | sobre con la paga, nómina    |
| Stammrolle                  | Fixe Stelle                                                | posto di ruolo     | plaza fija                   |
| Kaparra                     | Anzahlung                                                  | caparra            | anticipo, depósito           |
| Tessera                     | Ausweis                                                    | tessera            | tarjeta                      |

El uso de palabras italianas, o adaptadas del italiano, se ha establecido en la lengua cotidiana, sobre todo en las zonas urbanas, donde a presencia de surtiroleses de lengua italiana es más grande. Incluso en el lenguaje administrativo se usan a menudo términos italianos en lugar de los respectivos alemanes.
Hay que destacar que, en la lengua hablada cotidianamente (la más viva), es habitual (y bastante extendido) el uso de expresiones ofensivas y palabrotas italianas para enfatizar una frase, fenómeno que no se da en el alemán estándar ni en otros dialectos bávaros. Dos ejemplos son el uso de las palabras drkazzt/inkazziert (del italiano incazzato, 'enojado') y el uso de la palabra fregiert, evidentemente derivada del italiano fregato ('jodido'). Además, es frecuente el uso de dai en las frases en dialecto surtirolés.